# Proconura punica
Proconura punica är en stekelart som först beskrevs av Masi 1929.  Proconura punica ingår i släktet Proconura och familjen bredlårsteklar. Inga underarter finns listade i Catalogue of Life.